# 海苔弁当

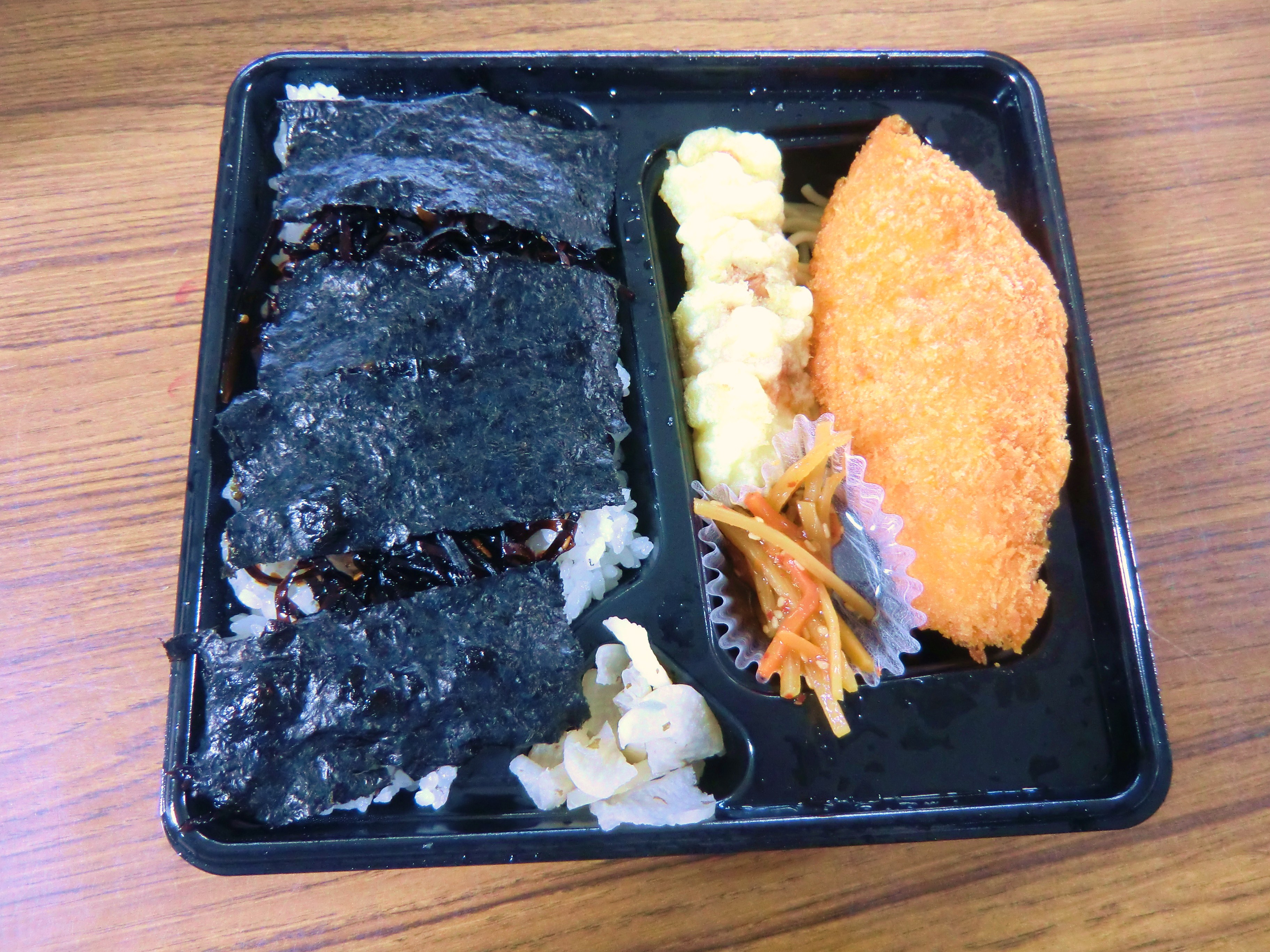
のり弁当

海苔弁当（のり弁当、のりべんとう）とは、海苔を米飯の上に乗せた弁当である。持ち帰り弁当チェーン店やコンビニエンスストアの定番商品であり、多くの場合、白身魚のフライやちくわの天ぷら、おかか、きんぴらが付く。略して「のり弁」と呼ばれる。

## 概要
弁当箱に米飯を詰め、その上に醤油などで味付けした板海苔を敷き詰めたものが基本的な形式である。さらに米飯を詰めて内部に海苔が入った状態にしたり、それを幾層(幾層に重ねた多くは2層、一般的には二段とも言う。)にも重ねる場合もある。板海苔を敷く前に、米飯の上におかかや昆布の佃煮をまぶすのが一般的である。
海苔弁当が確立した時期は定かではない。構成要素に関して言えば、安土桃山時代に現代と同じ形状の弁当箱が登場し、江戸時代中期に板海苔が作られるようになった。庶民が各海産物を安価に手に入れられるようになってから家庭で広く作られるようになったものと考えられる。阿川弘之は食味風々録において、海苔弁当または弁当箱の代わりに小鉢で製作した同様の食事を「かつぶし飯」として記述しており、他の文筆家も家庭料理の一つとして触れているのが散見される。昭和30年代には、鰹節、醤油、海苔をのせた「のりおかか弁当」が庶民の間に広まっていた。
現代の海苔弁当は、持ち帰り弁当販売業者の草分け的存在である「ほっかほっか亭」（1976年開店）が、「のりおかか弁当」に白身魚のフライとちくわの天ぷらを乗せた「のり弁当」の販売をはじめたことで広まった。当初は焼いたホキのみそ漬けをつけていたが、手間がかかるため、フライに変更され、さらに、ほっかほっか亭創業者で元社長の田渕道行のアイデアでちくわの天ぷらをつけた。
おふくろの味然として郷愁感を誘う・片手で持てるため食べやすい・安価な材料のため値段が手軽・大量生産に適していることなどが要因で幕の内弁当と並ぶ人気商品となった。
多くの業者が製造・販売するようになっても基本的な食材は上記のものとほぼ同様で、白身魚フライが別素材のフライに代わる程度である。また、たくあんなどの漬物、つくだ煮、きんぴらごぼうなどが添えられる場合がある。
派生した弁当として、上に乗った白身魚フライにタルタルソースをかけたのりタル弁当などがある。醤油やウスターソースの小袋が付けられることも多い。他店との差別化や栄養的観点から、さらに卵焼き、目玉焼き、ゆで卵、味付け卵、オムレツ、鶏のから揚げ、コロッケ、メンチカツ、ハンバーグ、ミートボール、ソーセージ、味付けして焼いたり煮たりした牛肉や豚肉、牛肉の時雨煮、ハム、ベーコン、焼売、焼き鮭、かまぼこ、ナポリタンスパゲッティなどの具材を加えることもある。
JR東日本主催のコンクール「駅弁秋の陣2018」では、福豆屋が製造する郡山駅などで売られている駅弁「海苔のりべん」が最高賞「駅弁大将軍」を受賞した。
その見た目から、情報公開制度などにより官公庁から入手した資料が詳細を隠すことを目的に黒く塗りつぶされた墨塗り教科書のような書類の俗称にもなっている。

## ギャラリー

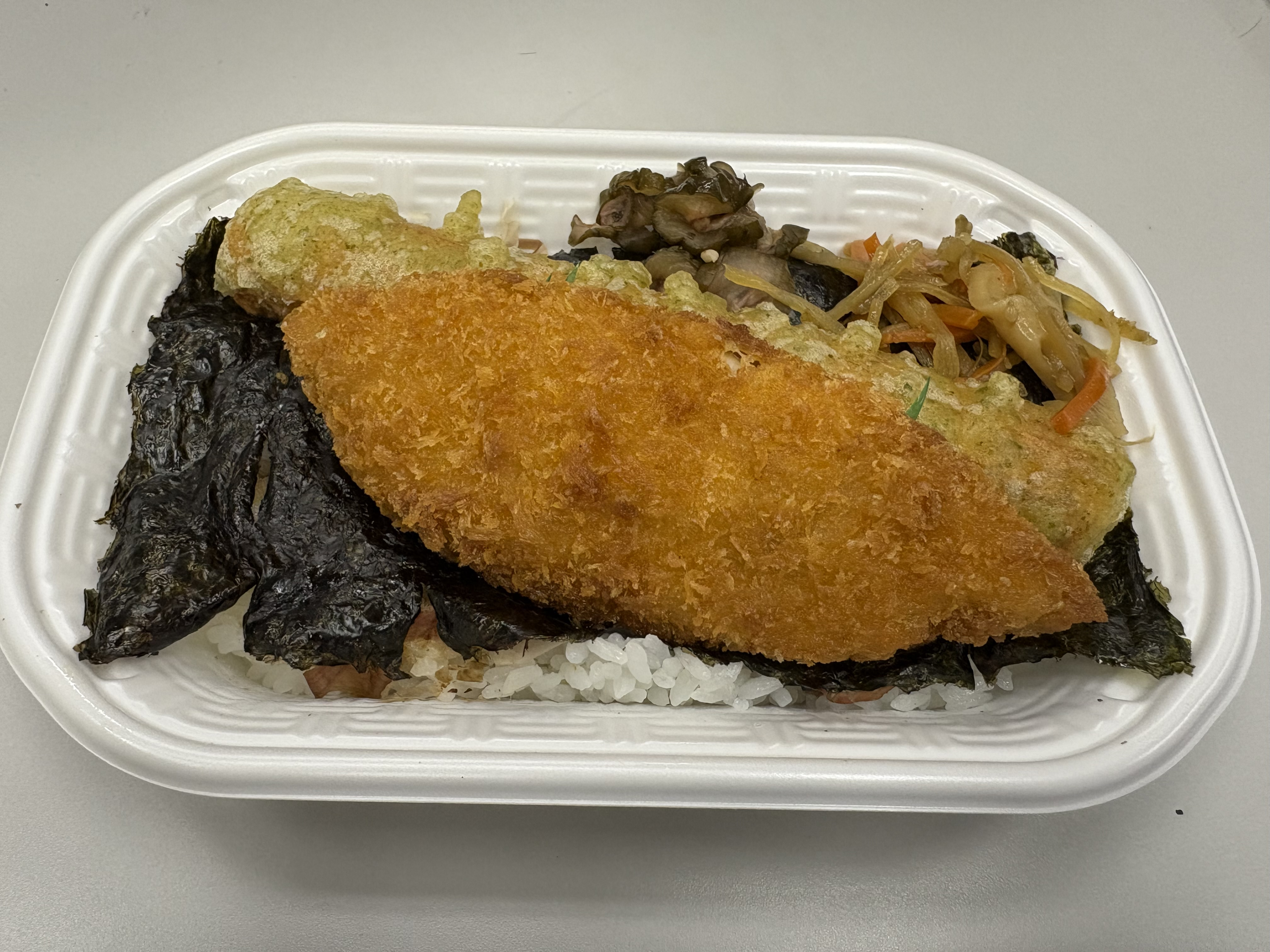
ほっかほっか亭
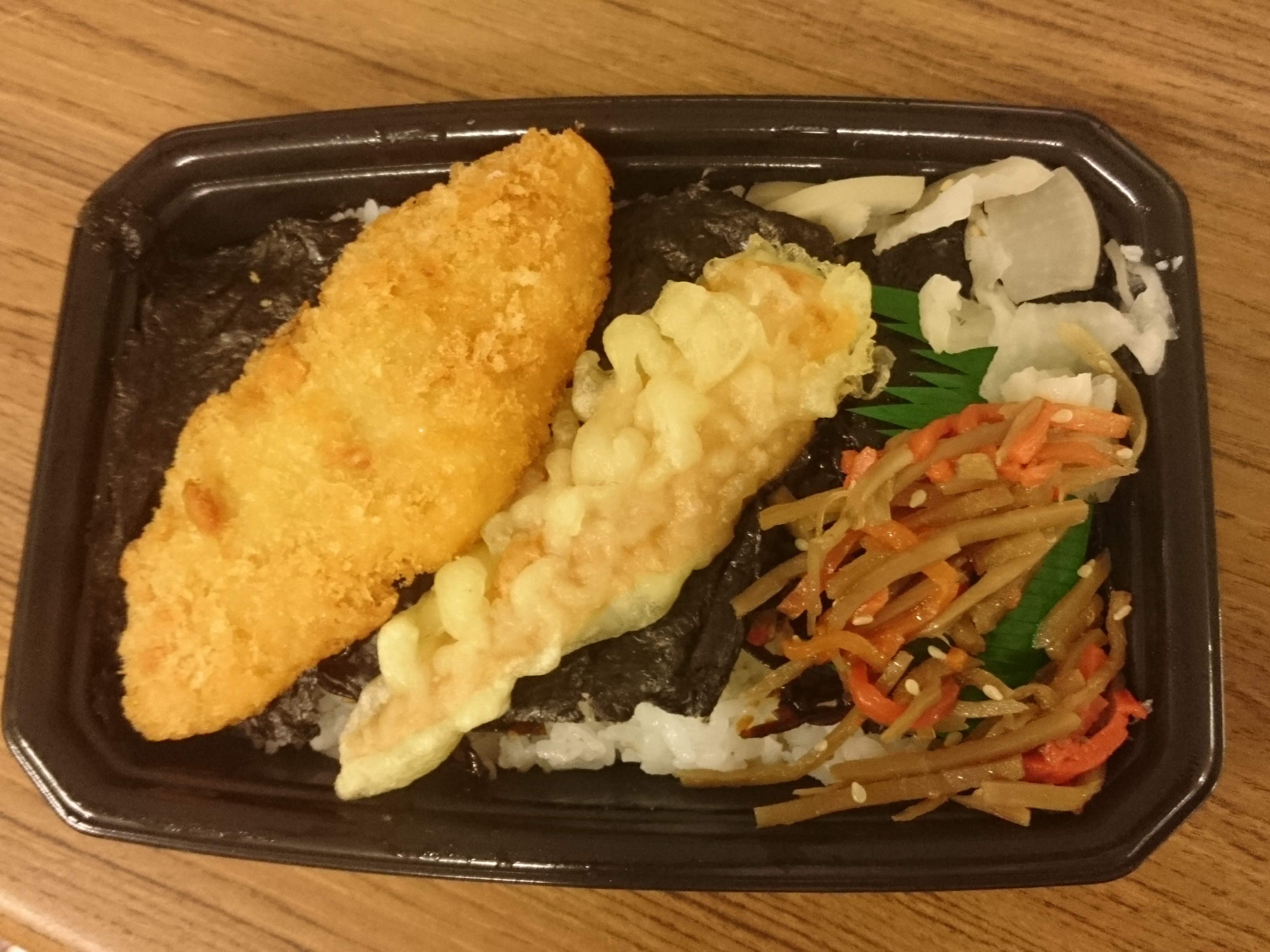
本家かまどや
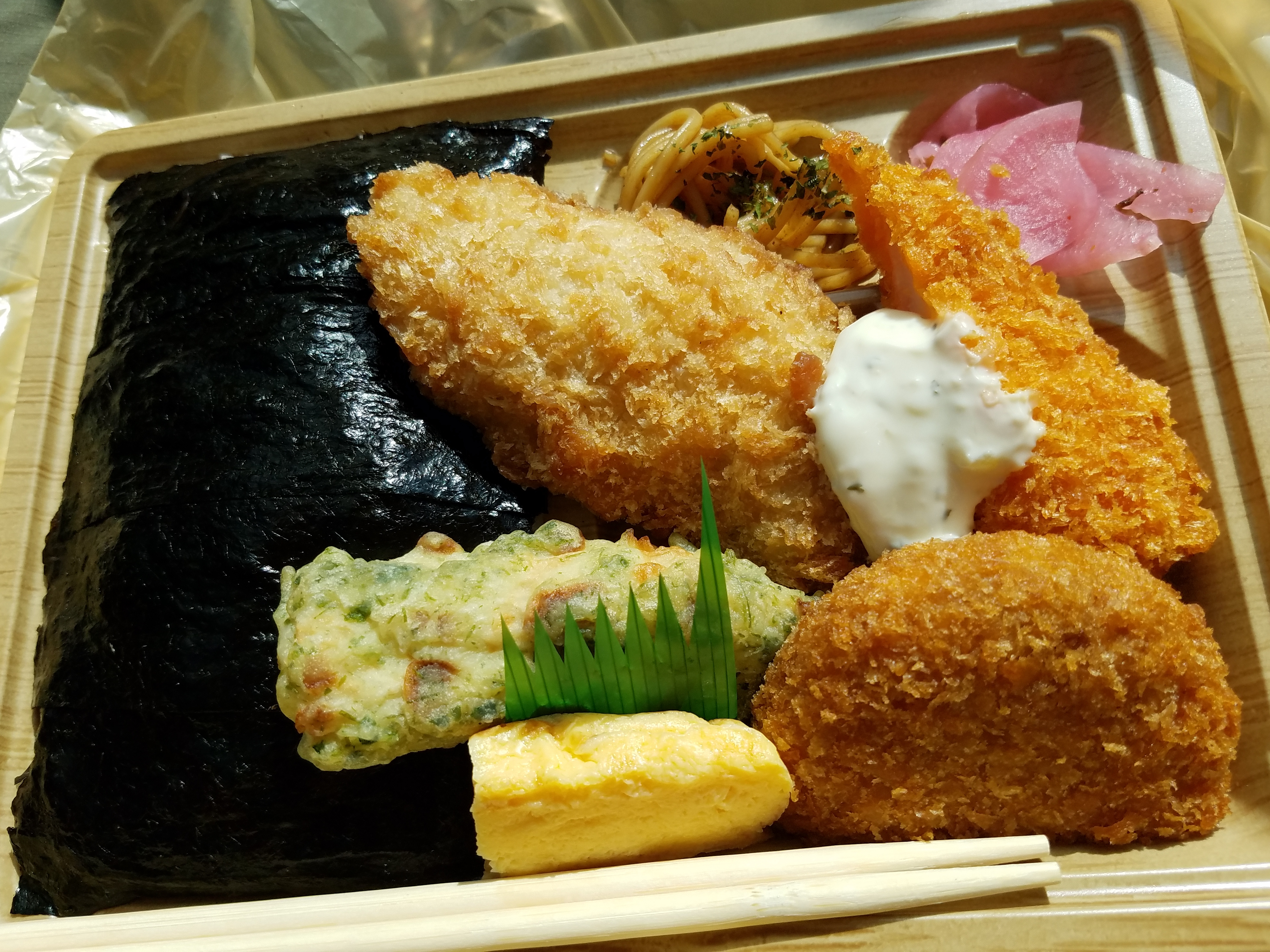
気仙沼復興屋台村横丁弁当
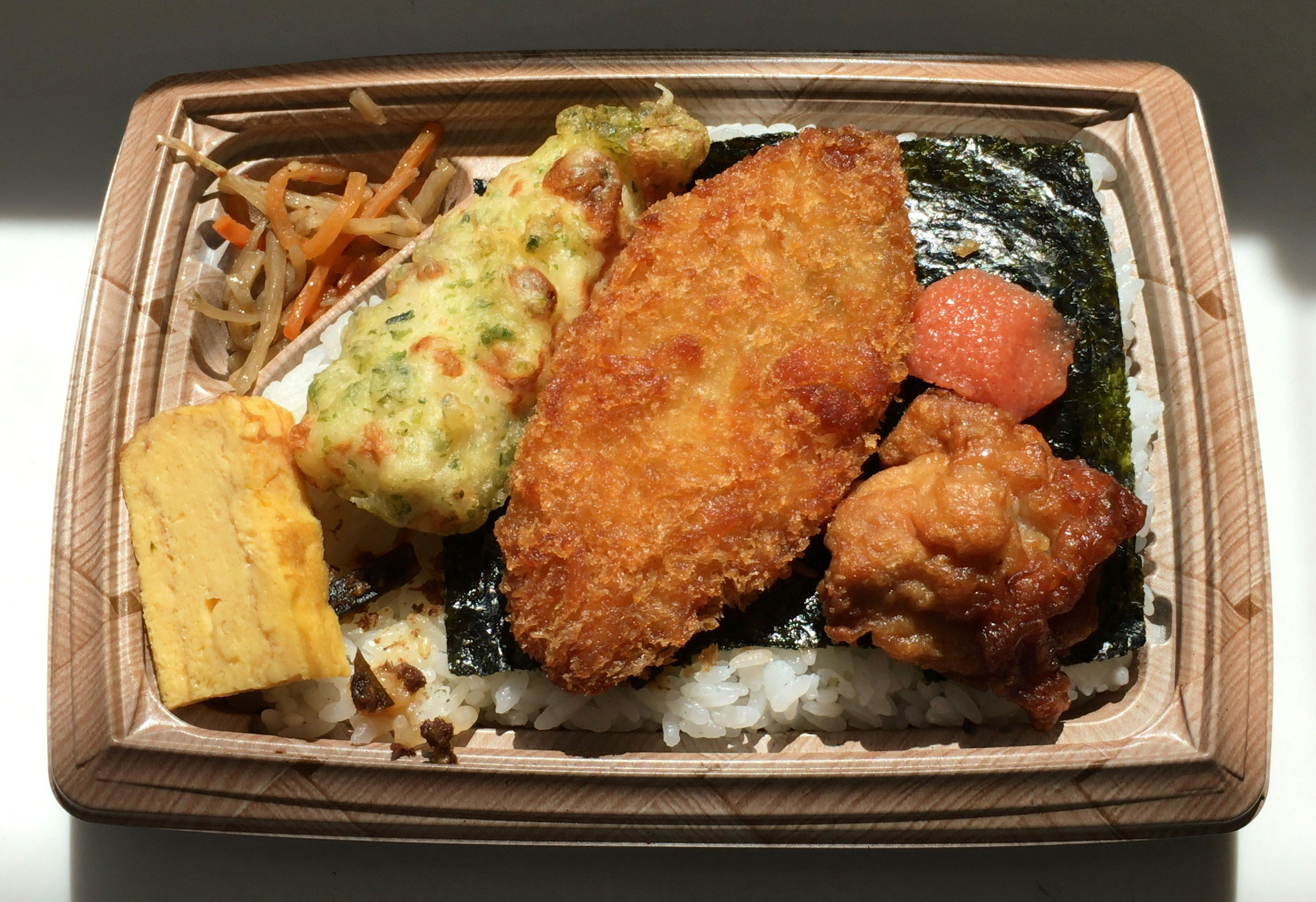
ローソン